# 冰峰
冰峰也称冰峰汽水，是西安市糖酒集团有限公司冰峰食品饮料分公司生产的一种桔子味汽水，1953年诞生于西安。冰峰深受陕西人民喜爱，冰峰经常与凉皮和肉夹馍合称为“三秦套餐”。

## 历史

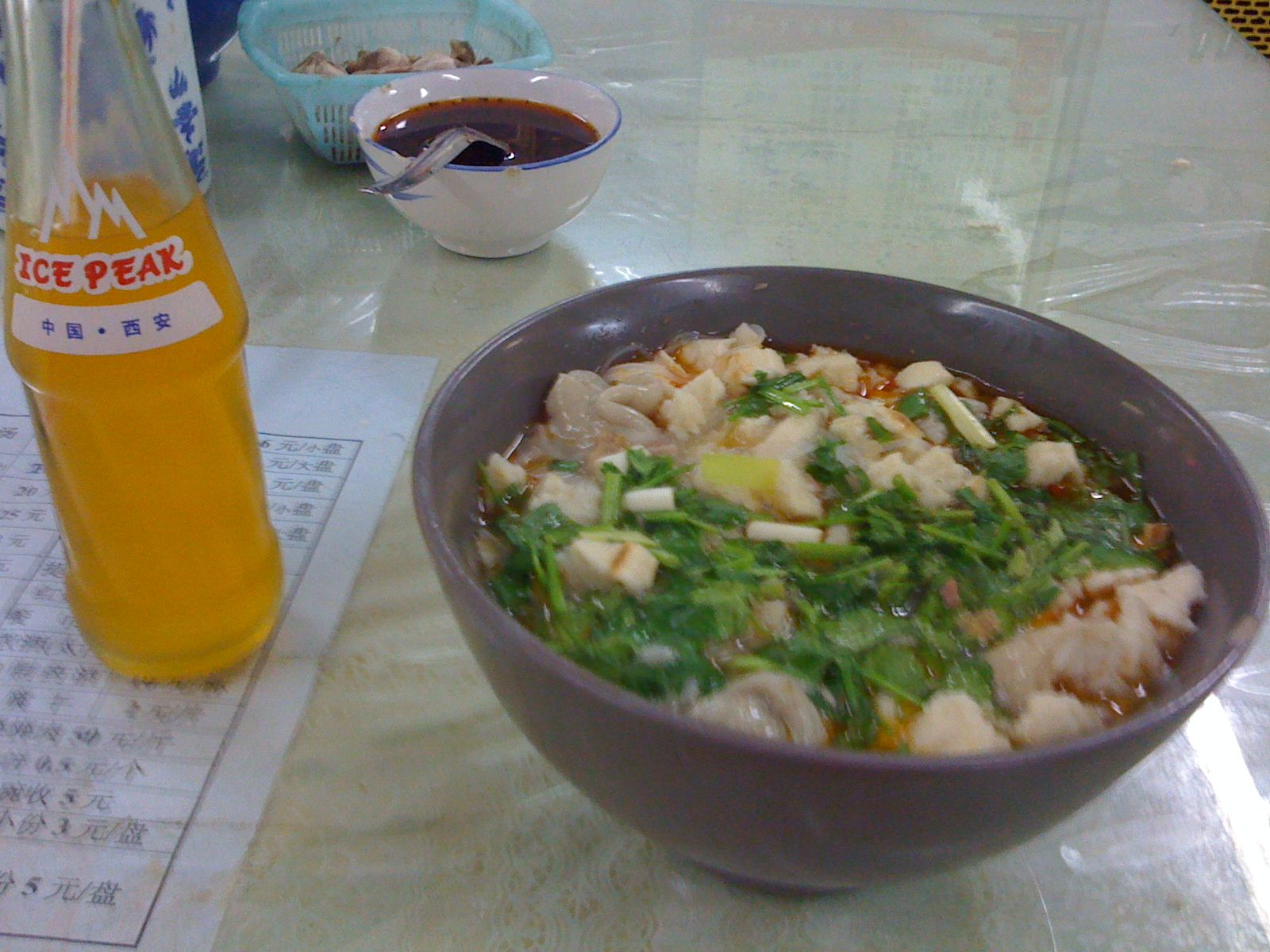
葫芦头泡馍与冰峰

冰峰诞生于1953年，其生产商为西安市食品厂，冰峰是该厂的其中一个生产车间，被厂里人称为“汽水车间”。
20世纪90年代末，冰峰曾和深圳“深宝”有过短暂合作，期间冰峰汽水披过“深宝”的包装进行销售。1997年生产冰峰的工厂改名“西安市冰峰食品饮料公司”。
2008年7月，西安成立“西安糖酒集团”，冰峰食品饮料公司成为其分公司。
2012年4月，冰峰汽水推出易拉罐包装的汽水。

## 文化
冰峰是西安的故乡情结和陕味文化一部分，被认为是是西安几代人的情结。冰峰同时也成为西安创意产业的重要素材。